# Słaboszów (gmina)
Słaboszów (do 1954 gmina Nieszków) – gmina wiejska w województwie małopolskim, w powiecie miechowskim. W latach 1975–1998 gmina położona była w województwie kieleckim.
Siedziba gminy to Słaboszów.
Według danych z 30 czerwca 2004 gminę zamieszkiwało 3877 osób.

## Struktura powierzchni
Według danych z roku 2002 gmina Słaboszów ma obszar 76,96 km², w tym:
- użytki rolne: 87%
- użytki leśne: 6%

Gmina stanowi 11,37% powierzchni powiatu.

## Demografia

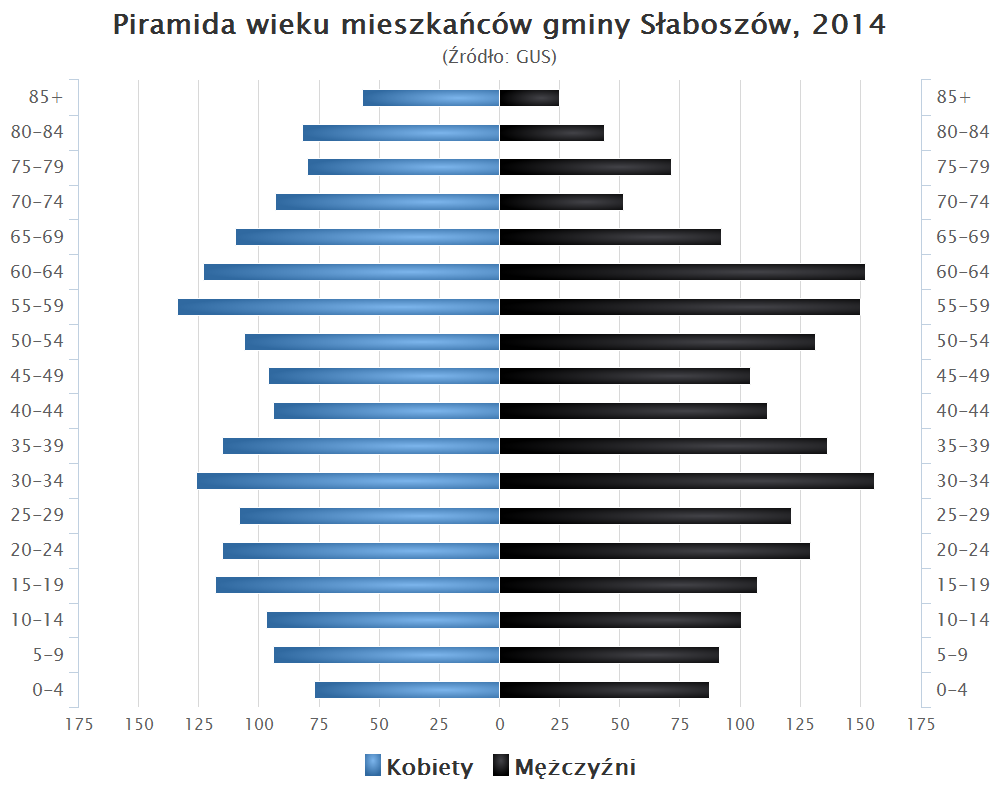
Piramida wieku mieszkańców gminy Słaboszów w 2014 roku

Dane z 30 czerwca 2004:
| Opis                              | Ogółem | Ogółem | Kobiety | Kobiety | Mężczyźni | Mężczyźni |
| --------------------------------- | ------ | ------ | ------- | ------- | --------- | --------- |
| Jednostka                         | osób   | %      | osób    | %       | osób      | %         |
| Populacja                         | 3877   | 100    | 1938    | 50      | 1939      | 50        |
| Gęstość zaludnienia [mieszk./km²] | 50,4   | 50,4   | 25,2    | 25,2    | 25,2      | 25,2      |

## Sąsiednie gminy
Działoszyce, Książ Wielki, Miechów, Racławice